# 帝国繊維
帝国繊維株式会社（ていこくせんい、旧字体：帝國繊維株式會社）は、東京都中央区に本社を置く消防ホースなどの消防用設備、消防車および繊維製品の製造、販売などを行う企業である。
初代社長は安田善三郎（安田財閥の祖である安田善次郎の婿養子）。

## 沿革

### 戦前
- 1903年（明治36年）7月 - 近江麻絲紡織株式会社・下野製麻株式会社および大阪製麻株式会社が合併して、日本製麻株式会社を設立する[1]。資本金200万円。
- 1903年（明治36年）－国産第一号の消防用ホースを製造販売を開始する。
- 1907年（明治40年） - 安田善次郎の提唱により、日本製麻株式会社と北海道製麻が合併して、帝國製麻株式会社を設立する[1]。
- 1928年（昭和3年） - 昭和製麻株式会社を合併する。
- 1941年（昭和16年）- 田村駒系の太陽レーヨン株式会社を合併する。帝国繊維株式会社に商号を変更する。
- 1943年（昭和18年） - 大正製麻株式会社・東洋麻工業株式会社・日本麻紡織株式会社の3社を合併する。
- 1944年（昭和19年） - 台湾製麻株式會社を合併する。同社は安田保善社総長の安田善三郎を主要株主、帝国繊維社長の山下秀実を社長に1907年に台中葫蘆墩街（現在の台中市豊原区）に設立された会社で、台湾における製麻業界の主力であったが、1942年頃から黄麻の入手が困難になったことから徐々に経営が悪化し、合併に至った[2]。

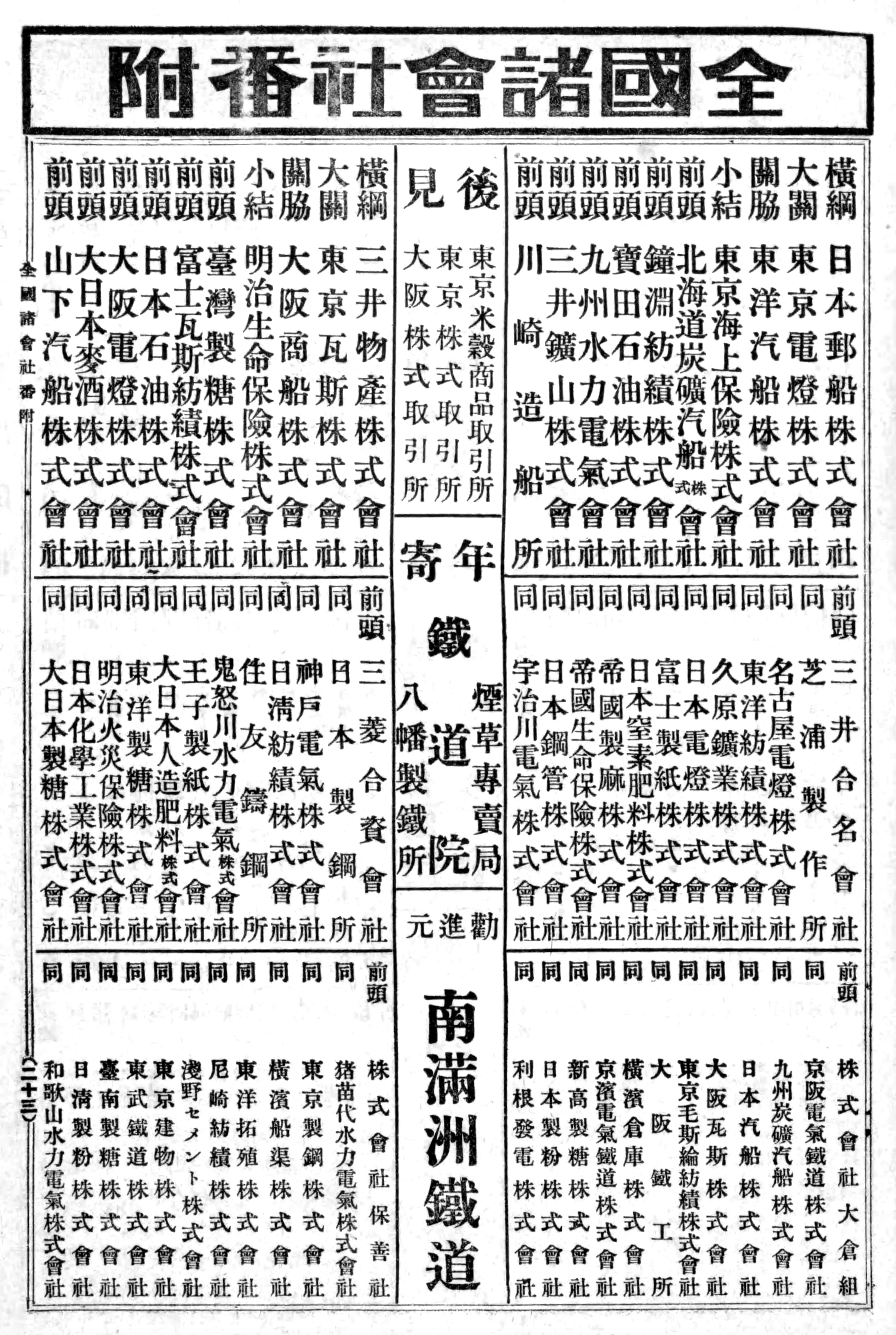
全国諸会社番付(大正12年)。前頭として掲載される。

### 戦後
- 1950年（昭和25年） - 過度経済力集中排除法（財閥解体）により会社解散する。帝国製麻株式会社・中央繊維株式会社・東邦レーヨン株式会社（現在の東邦テナックス）に分割される。
- 1950年（昭和25年） - 帝国製麻株式会社・中央繊維株式会社が各東京証券取引所に上場する。
- 1959年（昭和34年） - 帝国製麻株式会社と中央繊維株式会社が合併して、現社名となる。
- 1961年（昭和36年） - 東京証券取引所1部に指定される。
- 1973年（昭和48年） - 子会社の宮崎クラウン株式会社を設立（1977年12月、テイセン産業株式会社に商号変更。）[3]
- 1979年（昭和54年） - 子会社のキンパイ商事株式会社を設立。[3]
- 1991年（平成3年） - 子会社のテイセン化成株式会社を設立（1995年11月、株式会社テイセンテクノに商号変更。）[3]
- 1996年（平成8年） - 株式会社六合社（1947年３月設立）株式追加取得により子会社となる（2007年５月１日テイセン産業に合併）[3]
- 2021年（令和3年） - 下野工場を新設。[3]
- 2022年（令和4年） - 東京証券取引所市場第一部からプライム市場へ移行。[3]

## 工場

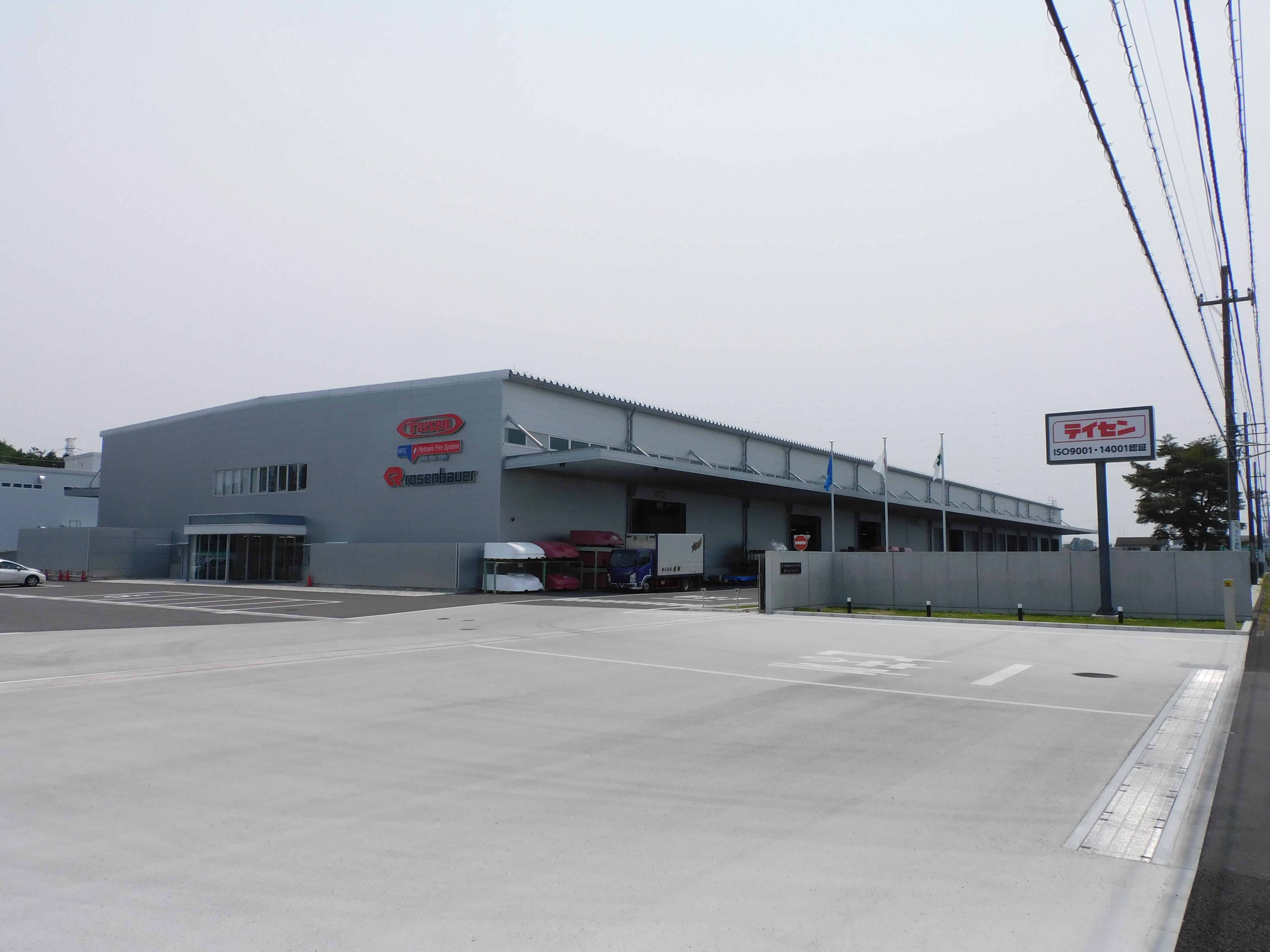
下野工場

栃木県に鹿沼工場（鹿沼市）と下野工場（下野市/河内郡上三川町）を有する。
鹿沼工場は防災車両と消防ホースを製造していたが、防災車両の製造を下野工場に譲ったため、ホース専門の工場となった。2021年に新たなライン建屋を着工した。
下野工場は前田製菓から2020年に取得した土地に建設された工場で、帝国繊維にとって戦後初の新設工場である。消防車両の開発・製造施設のほか、納品前の検収施設やシャシー等の保管庫が置かれている。

## 関連会社
- 帝商株式会社
- キンパイ商事株式会社
- テイセン産業株式会社
- 株式会社テイセンテクノ

## 製品

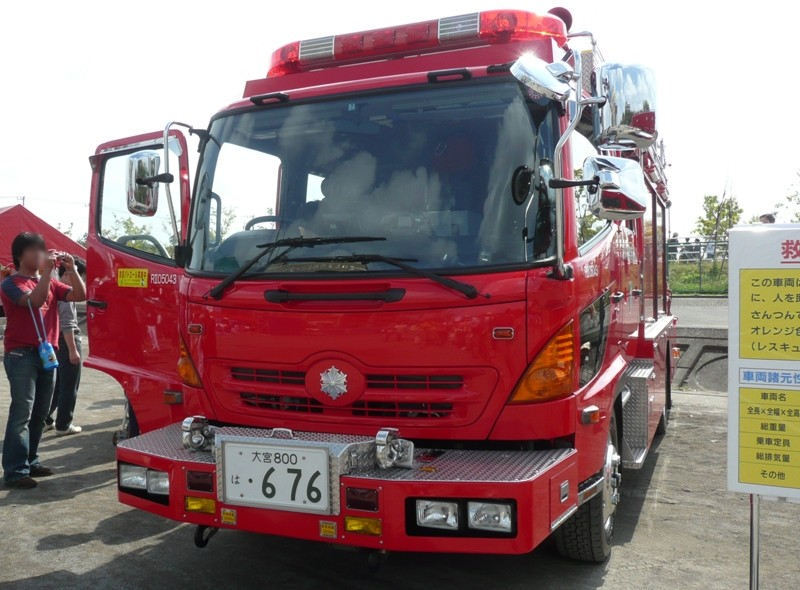
救助工作車II型 さいたま市消防局
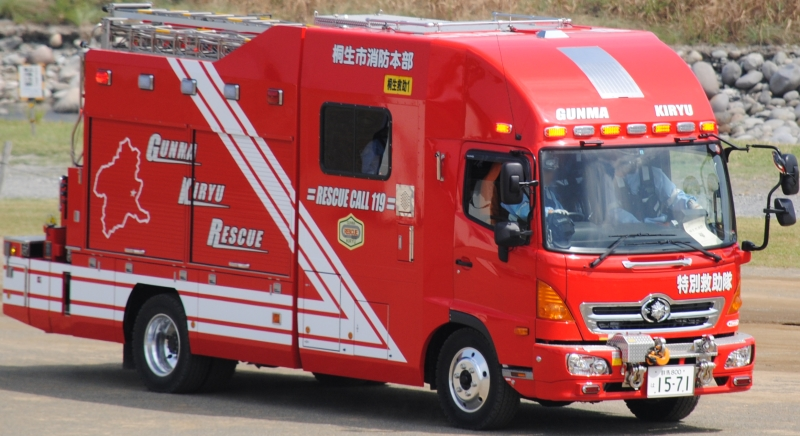
バス型の救助工作車II型 桐生市消防本部
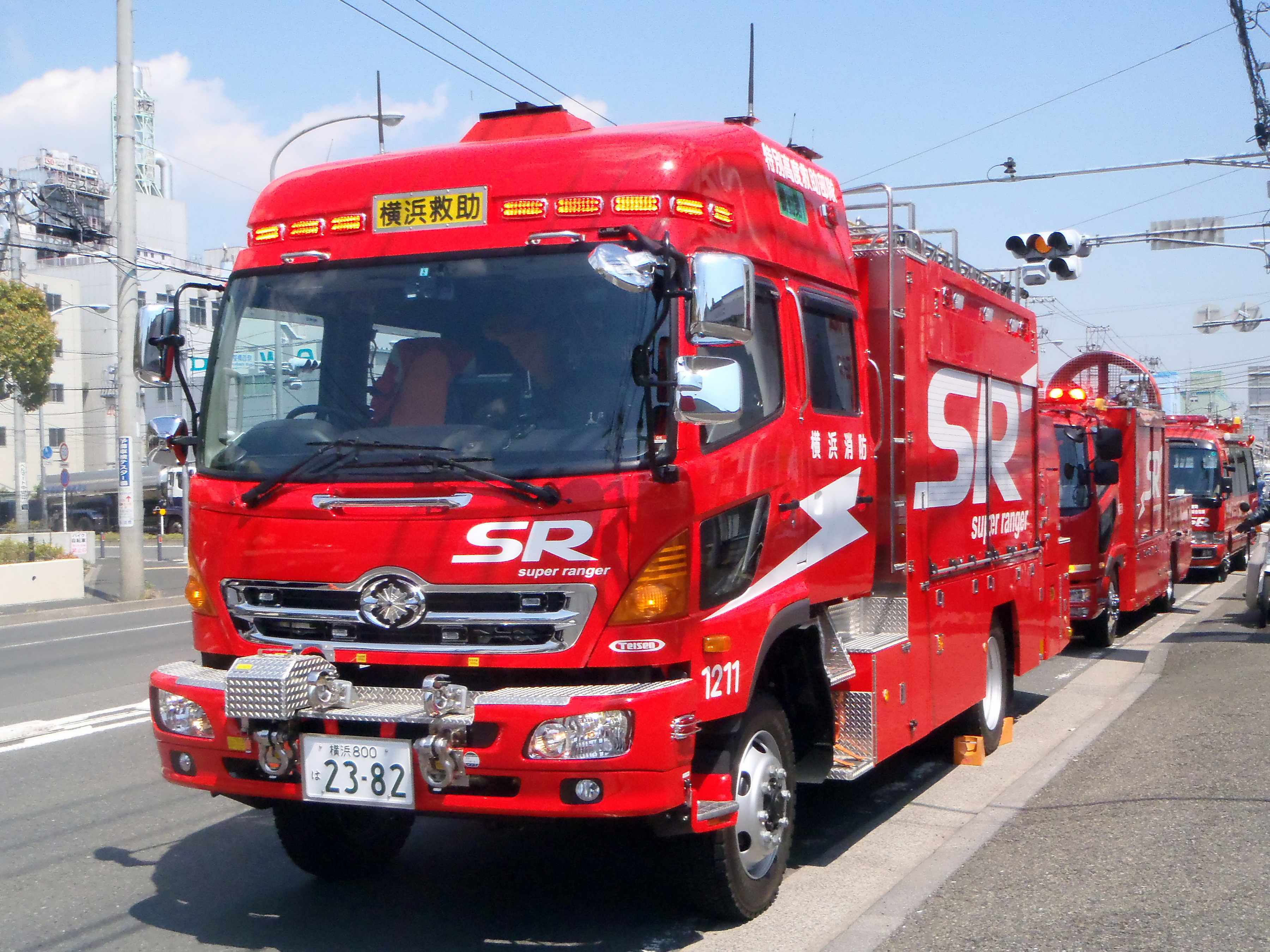
救助工作車III型 横浜市消防局　特別高度救助部隊
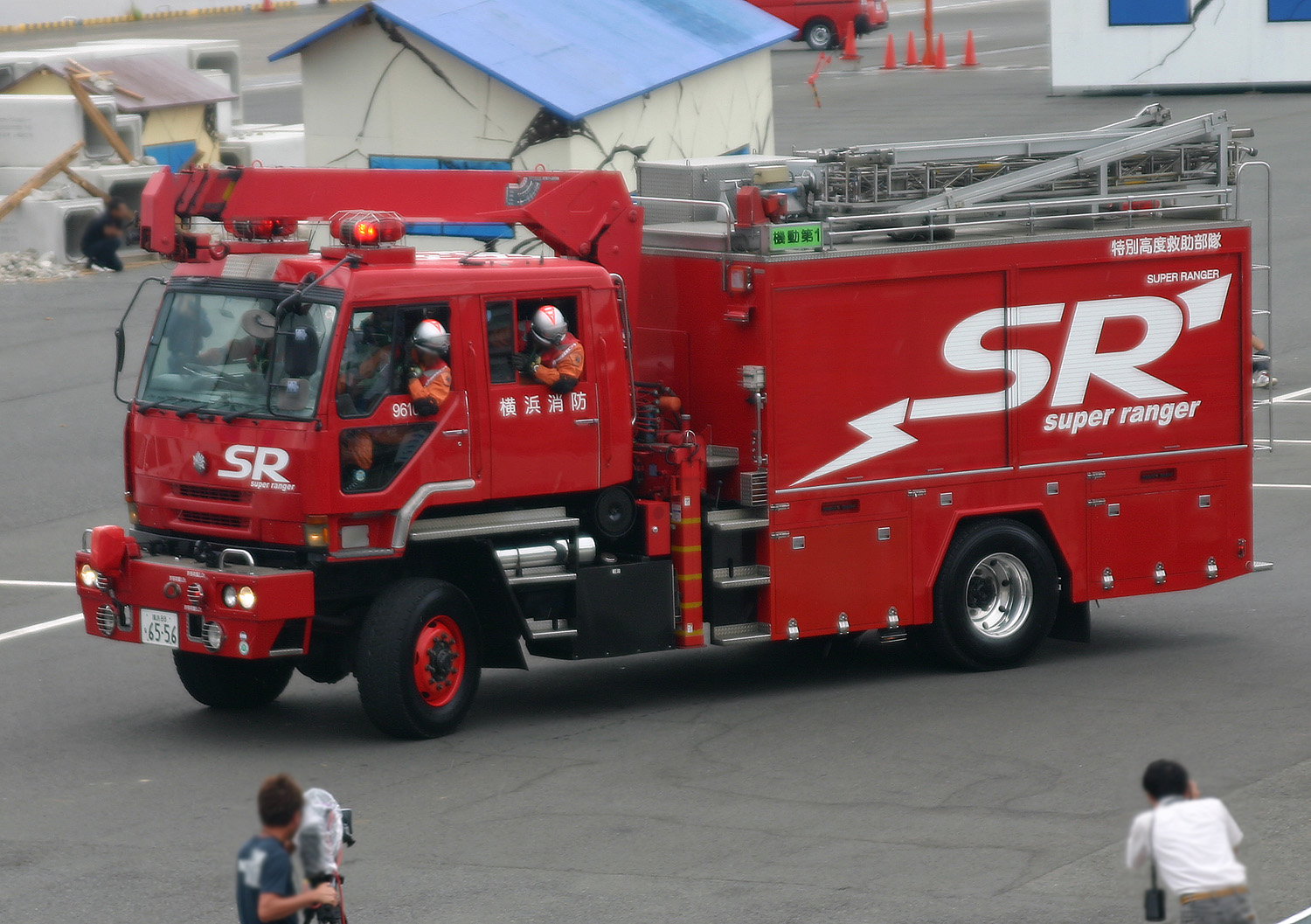
救助工作車III型 横浜市消防局　特別高度救助部隊
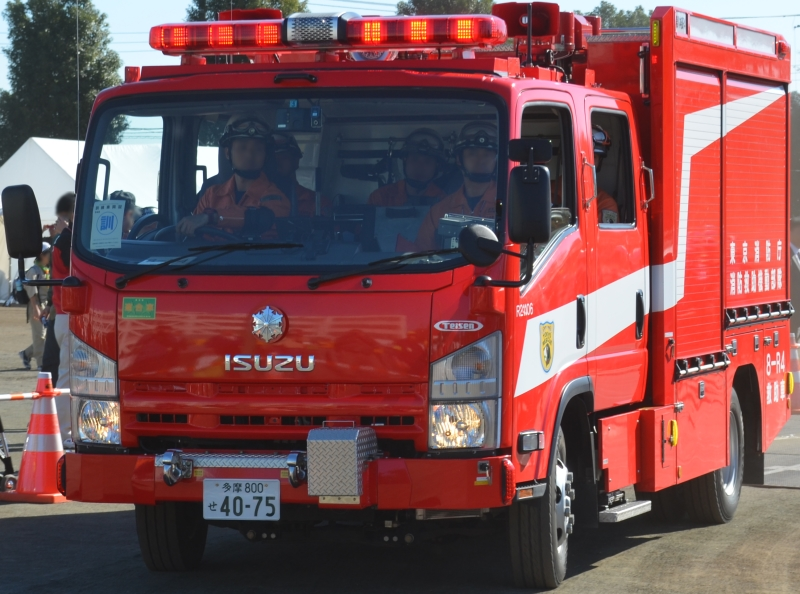
救助工作車IV型 東京消防庁　消防救助機動部隊
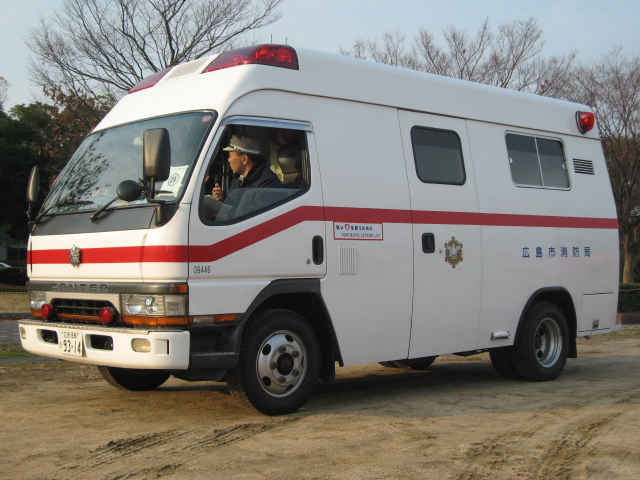
高規格救急車（キャンターオプティマ・現在は生産されていない） 広島市消防局
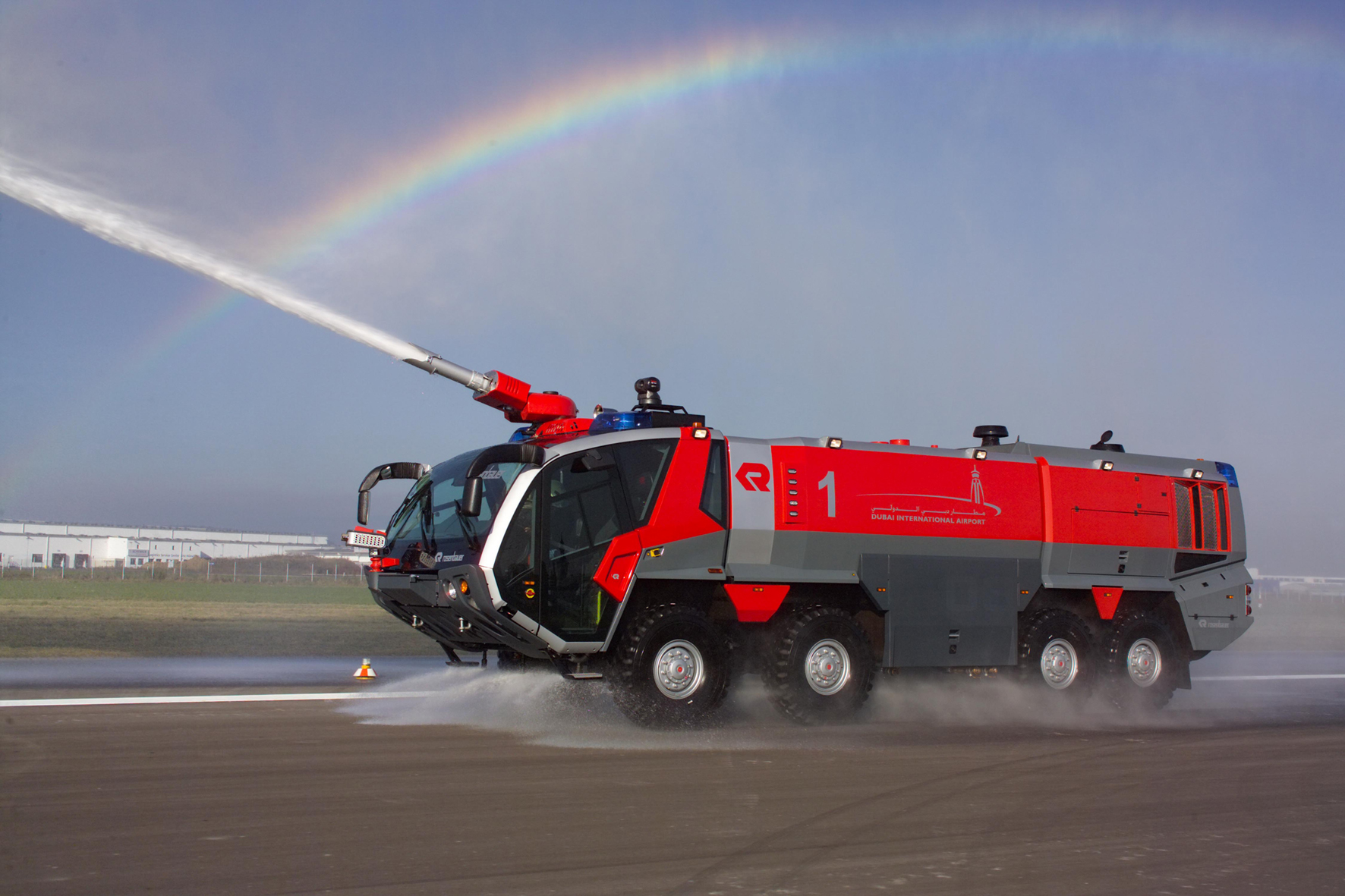
ローゼンバウアー社製の空港用化学消防車（日本における販売は帝国繊維が担っている）